# Yamaha FZ6
Yamaha FZ6, также известный как FZ6 FAZER, - мотоцикл c двигателем объемом 600 см3, который был создан Yamaha в 2003 году как спортивный байк среднего веса. Он был разработан на базе дефорсированного мотора YZF-R6 2003 года. В этом двигателе достаточно сил для хорошего ускорения. Как многофункциональный мотоцикл, он может использоваться для спортивных поездок и для туризма. В 2010 FZ6 был заменен полностью на обтекаемую FZ6R в Северной Америке и XJ6 Diversion в Европе. Производство FZ6 продолжилось на базовой FZ8 в Северной Америке и половина обтекаемых Fazer 8 в Европе. По состоянию на март 2011 FZ6 и FZ6R продолжают продаваться на других рынках.
Этот байк имеет очень обтекаемые формы, удобное вертикальное положение райдера и выхлоп под сидением. Эти особенности ставят его между суперспортом и стритфайтером (хотя в Европе и Австралии, предпочитают базовый FZ6N).

## История модели

### Редакция 2003 года
Первое появление Yamaha FZ6 Fazer после заката эры оригинального Fazer.

### Редакция 2004 года
Выпуск нейкед-версии Yamaha FZ6.

### Редакция 2006 года
В FZ6 в 2006 году были улучшены: двигатель, рама, подрамник. Задний маятник и диски окрашены в черный цвет. Он приобрёл катализатор сотового типа, а также оптимизированный впрыск (FI), и в результате стал удовлетворять стандартам ЕВРО-2 и американским стандартам CARB. Топливная система была настроена на увеличение крутящего момента на низких оборотах двигателя. Установлена система ABS.

### Редакция 2007 года
В октябре 2006 года Yamaha показала обновленный FZ6  2007 модельного года. FZ6 получил оптимизированный впрыск топлива (FI), новый обтекатель и ветровое стекло, новую комбинацию приборов с аналоговым тахометром и цифровым спидометром (по аналогии с FZ1) новые четырёхпоршневые моноблочные тормозные суппорты переднего тормоза, новую переднюю вилку, новый трехкомпонентный катализатор, новый дизайн сидений, новый задний маятник и новые пассажирские подножки.

### Редакция 2008 года
Модель 2008 технически аналогична модели 2007 г. Единственное отличие состоит в появлении переднего обтекателя вокруг фар, которые стали черными независимо от цвета мотоцикла. Европейская модель "FZ6 Fazer S2 ABS" имеет ABS и электронный иммобилайзер в базовой комплектации.

### Редакция 2009 года
Технически аналогична моделям 2008/2009 годов.

### Редакция 2010 года
В модельном ряду 2010 года Yamaha продолжила продавать FZ6 Fazer S2 и FZ6 S2 в Европе. Оба мотоцикла имеют полную мощность 98 л.с. и ABS. Версии с дефорсированным двигателем были заменены на XJ6 Diversion в Европе и на FZ6R в Северной Америке. FZ6R отличается от XJ6 Diversion отсутствием ABS и иммобилайзера.

## Технические характеристики
| Год выпуска                                  | 2004 [2]                                                                            | 2005 [3]                                                                            | 2006 [4]                                                                            | 2007 [4] [1]                                                                            | 2008 [5]                                                                                | 2009 [6]                                                                                |
| двигатель                                    | двигатель                                                                           | двигатель                                                                           | двигатель                                                                           | двигатель                                                                               | двигатель                                                                               | двигатель                                                                               |
| -------------------------------------------- | ----------------------------------------------------------------------------------- | ----------------------------------------------------------------------------------- | ----------------------------------------------------------------------------------- | --------------------------------------------------------------------------------------- | --------------------------------------------------------------------------------------- | --------------------------------------------------------------------------------------- |
| Тип двигателя                                | 600 см3, с жидкостным охлаждением, рядный 4-цилиндровый                             | 600 см3, с жидкостным охлаждением, рядный 4-цилиндровый                             | 600 см3, с жидкостным охлаждением, рядный 4-цилиндровый                             | 600 см3, с жидкостным охлаждением, рядный 4-цилиндровый                                 | 600 см3, с жидкостным охлаждением, рядный 4-цилиндровый                                 | 600 см3, с жидкостным охлаждением, рядный 4-цилиндровый                                 |
| Диаметр цилиндра / ход поршня                | 65,5 мм × 44,5 мм (2,58" × 1,75")                                                   | 65,5 мм × 44,5 мм (2,58" × 1,75")                                                   | 65,5 мм × 44,5 мм (2,58" × 1,75")                                                   | 65,5 мм × 44,5 мм (2,58" × 1,75")                                                       | 65,5 мм × 44,5 мм (2,58" × 1,75")                                                       | 65,5 мм × 44,5 мм (2,58" × 1,75")                                                       |
| Степень сжатия                               | 12.1:1                                                                              | 12.1:1                                                                              | 12.1:1                                                                              | 12.1:1                                                                                  | 12.1:1                                                                                  | 12.1:1                                                                                  |
| ГРМ                                          | DOHC, четыре клапана на цилиндр                                                     | DOHC, четыре клапана на цилиндр                                                     | DOHC, четыре клапана на цилиндр                                                     | DOHC, четыре клапана на цилиндр                                                         | DOHC, четыре клапана на цилиндр                                                         | DOHC, четыре клапана на цилиндр                                                         |
| Подача топлива                               | Центральный впрыск                                                                  | Центральный впрыск                                                                  | Центральный впрыск                                                                  | Центральный впрыск                                                                      | Центральный впрыск                                                                      | Центральный впрыск                                                                      |
| Зажигание                                    | Digital TCI (Transistor Controlled Ignition)                                        | Digital TCI (Transistor Controlled Ignition)                                        | Digital TCI (Transistor Controlled Ignition)                                        | Digital TCI (Transistor Controlled Ignition)                                            | Digital TCI (Transistor Controlled Ignition)                                            | Digital TCI (Transistor Controlled Ignition)                                            |
| Двигатель и трансмиссия                      |                                                                                     |                                                                                     |                                                                                     |                                                                                         |                                                                                         |                                                                                         |
| Коробка передач                              | 6-ступенчатая коробка передач с многодисковой муфтой сцепления                      | 6-ступенчатая коробка передач с многодисковой муфтой сцепления                      | 6-ступенчатая коробка передач с многодисковой муфтой сцепления                      | 6-ступенчатая коробка передач с многодисковой муфтой сцепления                          | 6-ступенчатая коробка передач с многодисковой муфтой сцепления                          | 6-ступенчатая коробка передач с многодисковой муфтой сцепления                          |
| Передаточные числа 1 2 3 4 5 6               | 37/13 (2,846) 37/19 (1,947) 28/18 (1,556) 32/24 (1,333) 25/21 (1,190) 26/24 (1,083) | 37/13 (2,846) 37/19 (1,947) 28/18 (1,556) 32/24 (1,333) 25/21 (1,190) 26/24 (1,083) | 37/13 (2,846) 37/19 (1,947) 28/18 (1,556) 32/24 (1,333) 25/21 (1,190) 26/24 (1,083) | 37/13 (2,846) 37/19 (1,947) 28/18 (1,556) 32/24 (1,333) 25/21 (1,190) 26/24 (1,083)     | 37/13 (2,846) 37/19 (1,947) 28/18 (1,556) 32/24 (1,333) 25/21 (1,190) 26/24 (1,083)     | 37/13 (2,846) 37/19 (1,947) 28/18 (1,556) 32/24 (1,333) 25/21 (1,190) 26/24 (1,083)     |
| Соотношение первичной восстанавливающей      | 86/44 (1,955)                                                                       | 86/44 (1,955)                                                                       | 86/44 (1,955)                                                                       | 86/44 (1,955)                                                                           | 86/44 (1,955)                                                                           | 86/44 (1,955)                                                                           |
| ГП                                           | 46/16 (2,875)                                                                       | 46/16 (2,875)                                                                       | 46/16 (2,875)                                                                       | 46/16 (2,875)                                                                           | 46/16 (2,875)                                                                           | 46/16 (2,875)                                                                           |
| Привод на заднее колесо                      | Цепь с сальниками                                                                   | Цепь с сальниками                                                                   | Цепь с сальниками                                                                   | Цепь с сальниками                                                                       | Цепь с сальниками                                                                       | Цепь с сальниками                                                                       |
| Шасси / Подвеска / Тормоза                   |                                                                                     |                                                                                     |                                                                                     |                                                                                         |                                                                                         |                                                                                         |
| Передняя подвеска                            | Телескопическая вилка, ⌀43мм, длина хода 130 мм                                     | Телескопическая вилка, ⌀43мм, длина хода 130 мм                                     | Телескопическая вилка, ⌀43мм, длина хода 130 мм                                     | Телескопическая вилка, ⌀43мм, длина хода 130 мм                                         | Телескопическая вилка, ⌀43мм, длина хода 130 мм                                         | Телескопическая вилка, ⌀43мм, длина хода 130 мм                                         |
| Задняя подвеска                              | Моноамортизатор с преднатягом, длина хода 130 мм                                    | Моноамортизатор с преднатягом, длина хода 130 мм                                    | Моноамортизатор с преднатягом, длина хода 130 мм                                    | Моноамортизатор с преднатягом, длина хода 130 мм                                        | Моноамортизатор с преднатягом, длина хода 130 мм                                        | Моноамортизатор с преднатягом, длина хода 130 мм                                        |
| Передние тормоза                             | Дисковые двойные, плавающие диски 298×5 мм, с двухпоршневыми суппортами.            | Дисковые двойные, плавающие диски 298×5 мм, с двухпоршневыми суппортами.            | Дисковые двойные, плавающие диски 298×5 мм, с двухпоршневыми суппортами.            | Дисковые двойные, плавающие диски 298×5 мм, с четырёхпоршневыми моноблочными суппортами | Дисковые двойные, плавающие диски 298×5 мм, с четырёхпоршневыми моноблочными суппортами | Дисковые двойные, плавающие диски 298×5 мм, с четырёхпоршневыми моноблочными суппортами |
| Задние тормоза                               | Дисковые, один диск 245×5,0 мм c однопоршневым суппортом                            | Дисковые, один диск 245×5,0 мм c однопоршневым суппортом                            | Дисковые, один диск 245×5,0 мм c однопоршневым суппортом                            | Дисковые, один диск 245×5,0 мм c однопоршневым суппортом                                | Дисковые, один диск 245×5,0 мм c однопоршневым суппортом                                | Дисковые, один диск 245×5,0 мм c однопоршневым суппортом                                |
| передняя шина                                | 120/70ZR-17M/C 58W (Bridgestone/BT020F GG or Dunlop/D252F)                          | 120/70ZR-17M/C 58W (Bridgestone/BT020F GG or Dunlop/D252F)                          | 120/70ZR-17M/C 58W (Bridgestone/BT020F GG or Dunlop/D252F)                          | 120/70ZR-17M/C 58W (Bridgestone/BT020F GG or Dunlop/D252F)                              | 120/70ZR-17M/C 58W (Bridgestone/BT020F GG or Dunlop/D252F)                              | 120/70ZR-17M/C 58W (Bridgestone/BT020F GG or Dunlop/D252F)                              |
| Задняя шина                                  | 180/55ZR-17M/C 73W (Bridgestone/BT020R GG or Dunlop/D252)                           | 180/55ZR-17M/C 73W (Bridgestone/BT020R GG or Dunlop/D252)                           | 180/55ZR-17M/C 73W (Bridgestone/BT020R GG or Dunlop/D252)                           | 180/55ZR-17M/C 73W (Bridgestone/BT020R GG or Dunlop/D252)                               | 180/55ZR-17M/C 73W (Bridgestone/BT020R GG or Dunlop/D252)                               | 180/55ZR-17M/C 73W (Bridgestone/BT020R GG or Dunlop/D252)                               |
| Габаритные размеры                           |                                                                                     |                                                                                     |                                                                                     |                                                                                         |                                                                                         |                                                                                         |
| Емкость основного/резервного топливного бака | 19,4 л/3,6 л                                                                        | 19,4 л/3,6 л                                                                        | 19,4 л/3,6 л                                                                        | 19,4 л/3,6 л                                                                            | 19,4 л/3,6 л                                                                            | 19,4 л/3,6 л                                                                            |
| Система охлаждения                           | Общая ёмкость - 2,00 л Емкость радиатора - 0,60 л                                   | Общая ёмкость - 2,00 л Емкость радиатора - 0,60 л                                   | Общая ёмкость - 2,00 л Емкость радиатора - 0,60 л                                   | Общая ёмкость - 2,00 л Емкость радиатора - 0,60 л                                       | Общая ёмкость - 2,00 л Емкость радиатора - 0,60 л                                       | Общая ёмкость - 2,00 л Емкость радиатора - 0,60 л                                       |
| Высота                                       | 1214 мм                                                                             | 1214 мм                                                                             | 1214 мм                                                                             | 1210 мм                                                                                 | 1210 мм                                                                                 | 1210 мм                                                                                 |
| Длина                                        | 2095 мм                                                                             | 2095 мм                                                                             | 2095 мм                                                                             | 2095 мм                                                                                 | 2095 мм                                                                                 | 2095 мм                                                                                 |
| Угол наклона передней вилки (рейк)           | 25.0°                                                                               | 25.0°                                                                               | 25.0°                                                                               | 25.0°                                                                                   | 25.0°                                                                                   | 25.0°                                                                                   |
| Высота сиденья                               | 800 мм                                                                              | 800 мм                                                                              | 795 мм                                                                              | 795 мм                                                                                  | 795 мм                                                                                  | 795 мм                                                                                  |
| Трейл                                        | 97,5 мм                                                                             | 97,5 мм                                                                             | 97,5 мм                                                                             | 97,5 мм                                                                                 | 97,5 мм                                                                                 | 97,5 мм                                                                                 |
| Колесная база                                | 1440 мм                                                                             | 1440 мм                                                                             | 1440 мм                                                                             | 1440 мм                                                                                 | 1440 мм                                                                                 | 1440 мм                                                                                 |
| Ширина                                       | 750 мм                                                                              | 750 мм                                                                              | 750 мм                                                                              | 750 мм                                                                                  | 750 мм                                                                                  | 750 мм                                                                                  |
| Дорожный просвет                             | 145 мм                                                                              | 145 мм                                                                              | 145 мм                                                                              | 145 мм                                                                                  | 145 мм                                                                                  | 145 мм                                                                                  |

## FZ6N
FZ6N практически идентична стандартной модели FZ6 Fazer за исключением отсутствия обтекателя и более прямого руля в уличном стиле.
1. ↑  Статті :: Огляди. Новини :: Огляд мотоцикла Yamaha FZ6 Fazer (укр.). rikauto.com.ua. Дата обращения: 2 мая 2025.

## Внешние ссылки
- Описание модели на сайте Yamaha США
- Описание модели 2011 года на MotoKing
- Описание модели на BikesWiki